# Fabiana Trani
Fabiana Trani (* 1963 in Triest) ist eine italienische Harfenistin.

## Leben und Wirken
Fasbiana Trani studierte bei Evelina Vio am „Conservatorio Giuseppe Tartini“ in Triest und gewann verschiedene Preise bei nationalen und internationalen Wettbewerben. Von 1985 bis 1988 besuchte sie die Harfenklasse von Sabine Kulke an der Hochschule für Musik Köln, sie bestand dort ihr Konzertexamen mit Auszeichnung. Seit 1985 ist sie Solo-Harfenistin der Düsseldorfer Symphoniker und dem Orchester der Deutschen Oper am Rhein. Seit 1998 lehrt Trani an der Robert Schumann Hochschule Düsseldorf und leitet dort eine Meisterklasse für Harfe. Neben der Lehr- und Orchestertätigkeit spielt sie in verschiedenen Kammermusikformationen.
Zusammen mit dem Cellisten Nikolaus Trieb tritt sie als Duo di Trieste auf.

## Diskografie
- Detours. Werke für Flöte und Harfe von James Hartway, Charles Koechlin, Hanus Trnecek u. a., Bayer Records 1992
- Flöte und Harfe. Werke für Flöte und Harfe von Michael Amorosi, Philippe Gaubert, Pierre Octave Ferroud u. a., Bayer Records 1990